# August Henze
August Henze (* 25. Januar 1867 in Lüthorst; † 3. Mai 1944 in Wiesbaden) war ein deutscher Sonderschullehrer, der eine Führungsfigur im Verband der Hilfsschulen Deutschlands (heute: Verband Sonderpädagogik) war.

## Leben
August Henze stammte aus dem Raum Hannover und arbeitete seit 1898 als Lehrer an einer Hilfsschule und trat dem Verband der Hilfsschulen Deutschlands bereits bei seiner Gründung im gleichen Jahr bei. Von Beginn an gehörte er zum inneren Zirkel der Verbandsleitung. Im Vorstand wurde er zunächst 1. Schriftführer. 1908 wurde er Schriftleiter der Verbandszeitschrift Die Hilfsschule (später: Die deutsche Sonderschule). Diese Position behielt er bis 1934. Nicht nur als Chefredakteur von Die Hilfsschule entfaltete er eine publizistische Tätigkeit, auch schrieb er drei Artikel für den vierten Band des renommierten Handbuch für Pädagogik, das von Herman Nohl und Ludwig Palla zwischen 1928 und 1933 herausgegeben wurde. Zudem veröffentlichte er in zahlreichen pädagogischen Fachzeitschriften.
1907 wurde er Rektor in Frankfurt am Main. 1912 wurde er zum Stadtschulinspektor ernannt und ab 1924 wurde er Schulrat. Während seiner beruflichen Karriere engagierte er sich vor allem für Sprachheilschulen und richtete in den 1920er Jahren Klassen für (im damaligen Sprachgebrauch) „Sprachgestörte“ und „Schwerhörige“ ein. Außerdem richtete er eine Sammelklasse für „geistig tiefstehende Schüler“ ein. Er engagierte sich außerdem in der Ausbildung für Hilfsschullehrer.
1932 ging er in den Ruhestand, übte aber das Amt des Schriftleiters noch bis 1934 aus. Zunächst wurde ihm Karl Tornow als zweiter Schriftleiter zur Seite gestellt. Nach der Auflösung des Verbands der Hilfsschulen und Neuordnung im NSLB übte Martin Breitbarth Druck auf ihn aus, so dass Henze in einer tränenreichen Sitzung schließlich zurücktrat. Bis zu seinem Tod 1944 blieb er dennoch der Zeitschrift treu verbunden und verfasste weiterhin kleine Artikel. Noch 1942, anlässlich seines 75. Geburtstags, wurden seine Verdienste um das Hilfsschulwesen vom NSLB gewürdigt.

## Eugenik
Von Beginn seiner publizistischen Tätigkeit an entfaltete Henze eugenische Ideen. So bemerkte er 1913 auf einem Vortrag, dass die „körperlich Gebrechlichen“ und „geistig Schwachen“ dem „Volksgut Abbruch“ tun würden. 1930 schrieb er in der Zeitschrift für Kinderforschung einen längeren Aufsatz, in dem er rassenhygienische Ideen vertrat und behinderte Menschen als „lebensunwert“ bezeichnete. Zum 1. Mai 1933 trat er der NSDAP bei (Mitgliedsnummer 2.368.083). In der September-Ausgabe der Hilfsschule 1933 feierte er das Gesetz zur Verhütung erbkranken Nachwuchses als das „bedeutsamste Gesetz, das jemals geschaffen worden“ sei. Damit hatte er seinen Anteil an der Nationalsozialistischen Rassenhygiene.

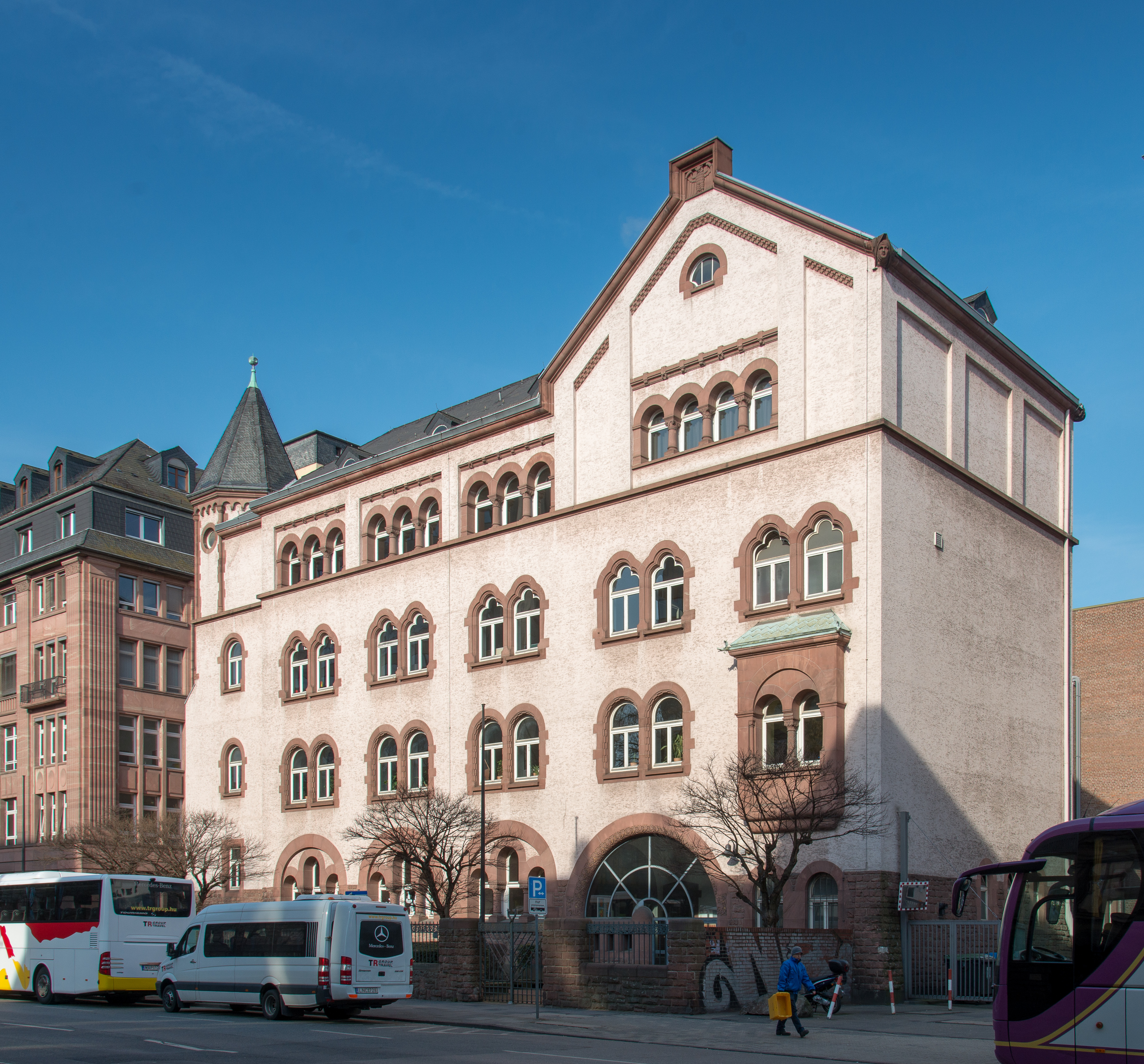
Ehemals nach August Henze benannte Schule, heute Kulturdenkmal

Dennoch wurde Henze in der Nachkriegszeit weiter für seine Verdienste um die Hilfsschule geehrt. So wurde die Sprachheilschule in der Gutleutstraße 38, die 1903 als Hauptschule erbaut worden war, 1960 von Weißfrauen-Schule in „August-Henze-Schule“ umbenannt. Des Weiteren wurde eine Förderschule in Einbeck (heute: Leinetalschulen-Drüber, Schule für Lernhilfe und Grundschule) nach ihm benannt. Während sich letztere 2000 weitgehend unbeobachtet umbenannte, entstand eine Kontroverse um die Benennung der Schule in Frankfurt am Main. Im Zuge der zunehmenden Aufarbeitung der Förderpädagogik und des VDS über die Rolle der Sonderpädagogik im Nationalsozialismus wurde auch Henzes Rolle näher beleuchtet. So wandte sich im Februar 1996 der Landesverband Hessen des VDS an das Kollegium der August-Henze-Schule und legte offen, das sich Henze bereits vor 1933 für die Zwangssterilisierung von sogenannten „Minderwertigen“ und „Schwachsinnigen“ ausgesprochen habe. Danach entstand eine heftige Debatte, die unter anderem einen Fernsehbeitrag auf Sat.1 und mehrere Zeitungsberichte, darunter einen längeren Zeitungsartikel von Ernst Klee in Der Zeit zur Folge hatte. In der Folge erhielt die Schule ihren alten Namen zurück, wobei sich jedoch das Kollegium uneinig war. So kündigte der ehemalige Schulleiter an, während seines Ruhestands weiter an der Rehabilitierung von Henze zu arbeiten.

## Werke (Auswahl)
- Das Wichtigste über die Erkennung und Unterscheidung essbarer Pilze. Frankfurt am Main: Rhein.-main. Verband für Volksbildung, 1916 (Flugschrift)
- Sammelt Teekräuter. Frankfurt am Main: Rhein.-main. Verband für Volksbildung, 1916 (Flugschrift)
- Vergessene Nahrungsmittel. Frankfurt am Main: Rhein.-main. Verband für Volksbildung, 1917 (Flugschrift)
- Rechenbuch für die Grundschule: Im Sinne des Arbeitsschulgedankens. 7 Hefte.  Zusammen mit Otto Koschemann und Karl Otten. Frankfurt am Main: Diesterweg 1924.
- Diesterwegs Rechenbuch. Zusammen mit Otto Koschemann, Karl Otten und H. Runzheimer. 7 Hefte. Frankfurt am Main: Diesterweg 1925.
- Rechenbuch für die Landschule: In 4 Heften. Zusammen mit Otto Koschemann und Karl Otten. Frankfurt am Main: Diesterweg 1925.
- Wer liest mit? Ein deutsches Lesebuch für Sonderschulen. Zusammen mit Franz Lichtenberger und Hugo Schmidt. Halle (Saale): C. Marhold 1927. (Zwei Bände, eines für Mittelstufe und eins für Oberstufe)
- Mein Werktag. Zusammen mit Franz Lichtenberger und Hugo Schmidt. Halle (Saale): C. Marhold 1929.
  - Teil 1: Lesegaben für Berufsschulen unter besonderer Berücksichtigung einfacher Schulverhältnisse.
  - Teil 2: Rechenaufgaben aus dem einfachsten Berufsleben